# ماتيا ألتوبيلي
ماتيا ألتوبيلي (بالإيطالية: Mattia Altobelli)‏ هو لاعب كرة قدم إيطالي في مركز الهجوم، ولد في 17 أغسطس 1983 في بريشا في إيطاليا. لعب مع إنتر ميلان ونادي أفيلينو ونادي برو فيرتشيلي ونادي سبال ونادي سبيزيا ونادي كياسو ونادي ليكو ونادي مونتيكياري.